# Leptispa impressicollis
Leptispa impressicollis es una especie de insecto coleóptero de la familia Chrysomelidae.
Fue descrita científicamente en 1939 por Pic.